# Taurobolium

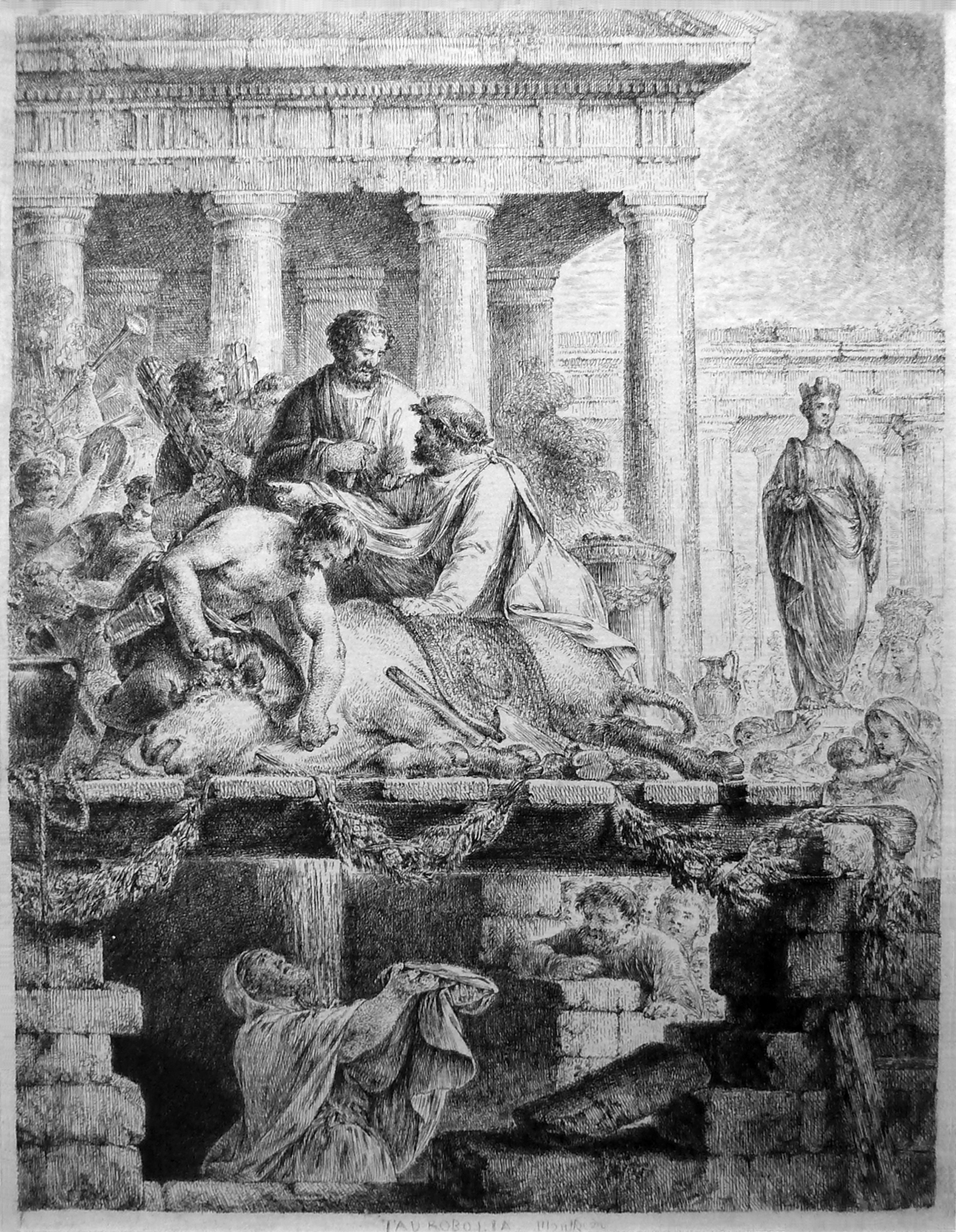
Taurobolium

Il taurobolium (in italiano reso talvolta come taurobolio) era, all'interno della religione romana, il sacrificio di un toro, normalmente in relazione al culto della Gran Madre degli Dei (Cibele). 

## Storia e descrizione
L'origine di questo sacrificio era orientale: venne praticato per la prima volta in Italia nel 134, a Puteoli, in onore di Venus Caelestis.
La descrizione più nota e più vivida di un taurobolium è fornita da Prudenzio: il sacerdote, vestito con una toga, con una corona dorata in testa, prende posto in una struttura sotterranea sovrastata da un piano perforato, su cui sta il toro, decorato con fiori e oro: il toro viene ucciso e il suo sangue, passando attraverso i fori del piano perforato, inonda il sacerdote sul viso, sulla lingua e in bocca. Il sacerdote, si presenta allora ai suoi compagni nella fede purificato e rigenerato, ricevendone i saluti.
Gli studi più recenti hanno messo in discussione l'affidabilità della descrizione di Prudenzio, che del resto era un cristiano ostile al paganesimo e che potrebbe aver distorto il rito per ottenere un effetto favorevole alla sua fede: le descrizione precedenti quella tarda di Prudenzio suggeriscono infatti un rito meno sanguinolento ed elaborato.
Nel II e III secolo, il taurobolium divenne un sacrificio eseguito come propiziazione della salute dell'imperatore, dell'impero o della comunità; normalmente veniva eseguito il 24 marzo, il Dies Sanguinis dell'annuale festa di Cibele e Attis. Nel tardo III secolo e poi nel IV, i taurobolia venivano eseguiti allo scopo di rigenerare il fedele, che veniva considerato renatus in aeternum, "rinato per l'eternità"; quando la sua validità non era eterna, la purificazione derivante da un taurobolium durava venti anni. Il sacrificio veniva eseguito anche a seguito di un voto o per ordine della dea stessa, e non vi erano distinzioni di sesso o classe sociale. A Roma, sono stati ritrovati molti altari e iscrizioni commemorative di taurobolia nei pressi della Basilica di San Pietro in Vaticano.
Gli studiosi che accettano la descrizione di Prudenzio, hanno individuato nel taurobolium un dramma sacro, rappresentante le relazioni tra la Madre e Attis: la discesa del sacerdote nella fossa sacrificale avrebbe simboleggiato la morte di Attis e il conseguente avvizzirsi della vegetazione della Madre Terra, il suo bagno di sangue e la sua uscita dalla fossa sarebbe stato il ricordo della rinascita di Attis e della vegetazione.